# 悬垂修饰语
悬垂修饰语（英語：Dangling modifier）是因修饰语所修饰的对象不明而产生歧义的一种语法结构。比如，作者本意想修饰主语，但由于语序不当，修饰语显得好像是在修饰宾语。悬垂修饰语有时会产生意外的幽默效果，但如果出现在正式文本中，也可能妨碍对句子的理解。
英语中的悬垂修饰语可见于下句：
Turning the corner, a handsome school building appeared.
（转过街角，一幢漂亮的教学楼出现了。）
其中，Turning the corner（转过街角）显然应该是人的动作，但在英语语法上这个修饰语似乎是在修饰"a school building"（教学楼）。
同样，下句中也犯了悬垂修饰语的错误：
At the age of eight, my family finally bought a dog.
（八岁时，我家终于买了只狗。）
修饰语At the age of eight（八岁时）悬垂，即它不依附于主句的主语。整句的意思好像是买狗的时候，我家八岁，而事实上原意应该是叙述者当时八岁。

## 悬垂分词
分词短语在句中做修饰成分时，往往放在句首或句末，一般以主句的主语作为分词短语的逻辑主语（即分词短语依附于主句主语），如：
Walking down the street（分词短语）, the man（主语） saw the beautiful trees（宾语）.
（走在街道上（分词短语），这个男人（主语）看到了漂亮的树木（宾语）。）
然而，当主语缺失或者分词短语以句中其他成分为逻辑主语时，分词短语就显得「悬着无依」，因此称为「悬垂分词」（英語：dangling participle）。如下句：
Walking down Main Street, the trees were beautiful.
（走在林荫大道上，树木很美。）
Reaching the station, the sun came out.
（到站时，太阳出来了。）
前句中，分词短语看似是修饰句子的主语"the trees"（树木），但其实它修饰的是句中未出现的说话人。
后句中，分词短语看似是修饰句子的主语"the sun"（太阳），但可以推测出，应该是某个人（而不是太阳）到站时看到了日出。由于句中未提及此人，句意显得含糊不清，因此标准英语中此类句子被视为语病。
《英文写作指南》（小威廉·斯特伦克、埃尔文·布鲁克斯·怀特著）一书中描述了另一种悬垂修饰语，叫做误置修饰语（英語：misplaced modifier）：
I saw the trailer peeking through the window.
（正确：我从窗口望见了拖车；歧义：我看见了正从窗口往外望的拖车）
可以想见，句意本为说话人正从窗口向外望，但分词短语"peeking through the window"放在了名词trailer之后，使人以为是trailer（拖车）在从窗口往外望。该句可修正为"Peeking through the window, I saw the trailer."
《英文写作指南》作者还举出了这样一个例子：
Being in a dilapidated condition, I was able to buy the house very cheap.
（正确：因为（房子）很颓败，所以我没花多少钱就买下了那栋房子；歧义：因为（我）很颓败，所以我没花多少钱就买下了那栋房子）
作者显然想表达房子很颓败，但句子的歧义让人认为是「我」很颓败。
这些例子表明，悬垂修饰语违反了写作的原则。《英文写作指南》作者将这条原则表述为：「句首的分词短语必须依附于语法上的主语。」
注意区分悬垂分词和独立主格，后者是符合语法的。独立主格中的分词从句在语义上不依附句中任何成分，因此容易与悬垂分词混淆。 其区别在于悬垂分词本意是要修饰某个名词性成分，但修饰不当，而独立主格中的从句不修饰任何名词。下句是独立主格的例句：
The weather being beautiful, we plan to go to the beach today.
（今天天气不错，我们打算去沙滩。）

## 其他悬垂修饰语
下句来自报纸上的一篇文章：
After years of being lost under a pile of dust, Walter P. Stanley, III, left, found all the old records of the Bangor Lions Club.
（在灰尘中堆积了几年之后，沃尔特·P·士丹利三世（左）找到了班戈狮子会的全部旧档案。）
其句意好似是Walter P. Stanley在灰尘中堆积了几年（事实上是旧档案），其中介词短语"after years of being lost under a pile of dust"（在灰尘中堆积了几年之后）悬垂。
1930年电影《疯狂的动物》中，一句台词的悬垂修饰语起到了幽默效果：
One morning I shot an elephant in my pajamas. How he got into my pajamas I'll never know.
（正确：一天早上，我朝穿着我睡裤的大象开枪。他是怎么穿上我睡裤的我无从得知；歧义：一天早上，我穿着睡裤朝一只大象开枪。他是怎么穿上我睡裤的我无从得知）